# Deropristis inflata
Deropristis inflata är en plattmaskart. Deropristis inflata ingår i släktet Deropristis och familjen Deropristiidae. Inga underarter finns listade i Catalogue of Life.